# Erwin Forster
Erwin Forster (* 6. Februar 1960) ist ein ehemaliger deutscher Eishockeyspieler. Während seiner Karriere spielte er jeweils sieben Jahre sowohl für die ESG Kassel als auch für den ESC Wolfsburg.

## Karriere
Forster begann seine Karriere 1980 beim Herner EV in der 2. Eishockey-Bundesliga, wechselte jedoch noch während der Saison in die Oberliga zur ESG Kassel. Nach dem Aufstieg Kassels in die zweite Liga agierte er in der Saison 1983/84 vorerst für den EV Füssen, beendete die Saison jedoch wieder für Kassel, da er als hauptberuflicher Mitarbeiter im Volkswagenwerk Kassel an seine Arbeitsstätte gebunden war.
Nach insgesamt sieben Jahren wechselte Forster zur Saison 1983/84 aus beruflichen Gründen nach Wolfsburg. Dort spielte er in der zweiten Liga für den ESC Wolfsburg, mit dem er jedoch im Spieljahr 1991/92 in die Oberliga abstieg. Nach ebenfalls sieben Jahren Teamzugehörigkeit beendete Forster seine Karriere 1993.